# Последњи плес (мини-серија)
Последњи плес (енгл. The Last Dance) америчка је спортска документарна мини-серија из 2020. у ко−продукцији ESPN Filmsа и Netflixа. У режији Џејсона Хира, серија се врти око каријере Мајкла Џордана, са посебним фокусом на сезону 1997–98, његову последњу сезону са Чикаго булсима. Серија садржи ексклузивне снимке филмске екипе која је имала потпуни приступ Чикаго булсима, као и интервјуе многих НБА личности, укључујући Џордана, Скотија Пипена, Дениса Родмана, Стива Кера и Фила Џексона.
Серија је емитована на ESPN-у од 19. априла до 17. маја 2020. у Сједињеним Америчким Државама, док су њене епизоде објављене на Нетфликсу у иностранству дан након њиховог емитовања у САД, почевши од 23. маја, две епизоде су емитоване узастопно на ESPN-овом корпоративном партнеру ABC. ESPN2 је емитовао алтернативну верзију серије намењену породичном гледању, која је уклонила већину вулгарности која се чула у епизодама. Добила је похвале критике, уз похвале за режију и монтажу. Серија је освојила награду Еми за најбољу документарну или документарну серију на 72. додели Еми награда.
Серија је постала доступна на Нетфликсу 19. јула 2020. године.